# Barranco de las Huertas (San Andrés)
El Barranco de Aguas de San Andrés, más conocido como Barranco de las Huertas, es un barranco de la vertiente sur del Macizo de Anaga situado en la cuenca hidrográfica o Valle de San Andrés, en la isla de Tenerife (Canarias, España).
Administrativamente se encuentra incluido en la localidad de San Andrés del municipio de Santa Cruz de Tenerife, y casi todo su recorrido se halla protegido bajo el espacio del parque rural de Anaga.
Este barranco nace en la Hoya Bitar de las cumbres de Anaga y desemboca en el Barranco del Cercado junto al núcleo urbano. Uno de sus principales afluentes, que nace entre Payba y el Mirador de la Cancelilla, también recibe el nombre de Barranco de Aguas de San Andrés.
En sus laderas se encuentra la Carretera de San Andrés a Taganana (TF-12) y a lo largo de todo su cauce se suceden tierras de cultivo y pequeños caseríos agrícolas.
En su tramo final se localizan las obras de urbanización paralizadas a causa de diversos procesos judiciales en activo, como el Caso Las Teresitas.